# Diocesi di Kimberley
La diocesi di Kimberley (in latino Dioecesis Kimberleyensis) è una sede della Chiesa cattolica in Sudafrica suffraganea dell'arcidiocesi di Bloemfontein. Nel 2021 contava 204.390 battezzati su 2.305.900 abitanti. È retta dal vescovo Duncan Theodore Tsoke.

## Territorio
La diocesi comprende le seguenti unità amministrative sudafricane a nord del fiume Orange nella provincia del Capo Settentrionale: Barkly West, Hay, Herbert, Kuruman, Mafikeng, Taung, Vryburg.
Sede vescovile è la città di Kimberley, dove si trova la cattedrale di Santa Maria.
Il territorio è suddiviso in 23 parrocchie.

## Storia
Il vicariato apostolico dello Stato libero di Orange fu eretto il 4 giugno 1886 con il breve Quae aeternae di papa Leone XIII, ricavandone il territorio dal vicariato apostolico di Natal (oggi arcidiocesi di Durban).
Il 1º agosto 1892 ingrandì il proprio territorio con il Bechuanaland, già appartenuto alla prefettura apostolica di Cimbebasia. L'8 maggio 1894 cedette una porzione del suo territorio a vantaggio dell'erezione della prefettura apostolica del Basutoland (oggi arcidiocesi di Maseru).
Il 15 gennaio 1903 modificò il proprio nome in vicariato apostolico di Kimberley in Orange. Nel 1918 cambiò nuovamente nome in favore di vicariato apostolico di Kimberley nell'Africa meridionale.
Il 12 giugno e il 26 novembre 1923, e il 9 aprile 1948, cedette altre porzioni del suo territorio a vantaggio dell'erezione rispettivamente della prefettura apostolica di Gariep (oggi diocesi di Aliwal), della prefettura apostolica di Kroonstad (oggi diocesi) e del vicariato apostolico di Pretoria (oggi arcidiocesi).
L'11 gennaio 1951 in forza della bolla Suprema Nobis di papa Pio XII ha ceduto un'ulteriore porzione di territorio a vantaggio dell'erezione dell'arcidiocesi di Bloemfontein e contestualmente il vicariato apostolico è stato elevato a diocesi.
Il 2 aprile 1959 ha ceduto ancora una porzione del territorio diocesano a vantaggio dell'erezione della prefettura apostolica del Bechuanaland (oggi diocesi di Gaborone).

## Cronotassi dei vescovi
Si omettono i periodi di sede vacante non superiori ai 2 anni o non storicamente accertati.
- Anthony Gaughren, O.M.I. † (8 giugno 1886 - 15 gennaio 1901 deceduto)
- Matthew Gaughren, O.M.I. † (23 gennaio 1902 - 1º giugno 1914 deceduto)
  - Sede vacante (1914-1929)
- Herman Joseph Meysing, O.M.I. † (19 dicembre 1929 - 11 gennaio 1951 nominato arcivescovo di Bloemfontein)
  - Sede vacante (1951-1953)
- John Boekenfoehr, O.M.I. † (24 marzo 1953 - 1º luglio 1974 dimesso)
- Erwin Hecht, O.M.I. † (1º luglio 1974 - 15 dicembre 2009 ritirato)
- Abel Gabuza † (23 dicembre 2010 - 9 dicembre 2018 nominato arcivescovo coadiutore di Durban)
  - Sede vacante (2018-2021)[3]
- Duncan Theodore Tsoke, dal 3 marzo 2021

## Statistiche
La diocesi nel 2021 su una popolazione di 2.305.900 persone contava 204.390 battezzati, corrispondenti all'8,9% del totale.
| anno | popolazione | popolazione | popolazione | presbiteri | presbiteri | presbiteri | presbiteri                | diaconi | religiosi | religiosi | parrocchie |
| anno | battezzati  | totale      | %           | numero     | secolari   | regolari   | battezzati per presbitero | diaconi | uomini    | donne     | parrocchie |
| ---- | ----------- | ----------- | ----------- | ---------- | ---------- | ---------- | ------------------------- | ------- | --------- | --------- | ---------- |
| 1950 | 32.727      | 691.649     | 4,7         | 39         |            | 39         | 839                       |         | 78        | 152       | 4          |
| 1969 | 51.803      | ?           | ?           | 38         | 1          | 37         | 1.363                     |         | 73        | 89        | 3          |
| 1980 | 66.835      | 565.000     | 11,8        | 28         | 3          | 25         | 2.386                     |         | 41        | 75        | 4          |
| 1990 | 93.948      | 707.000     | 13,3        | 24         | 3          | 21         | 3.914                     |         | 38        | 42        | 4          |
| 1999 | 113.270     | 1.502.230   | 7,5         | 32         | 18         | 14         | 3.539                     |         | 19        | 34        | 8          |
| 2000 | 117.355     | 1.603.760   | 7,3         | 32         | 17         | 15         | 3.667                     |         | 20        | 27        | 15         |
| 2001 | 118.730     | 1.607.350   | 7,4         | 28         | 14         | 14         | 4.240                     |         | 19        | 28        | 16         |
| 2002 | 119.690     | 1.690.480   | 7,1         | 26         | 14         | 12         | 4.603                     |         | 16        | 21        | 16         |
| 2003 | 119.780     | 1.730.680   | 6,9         | 28         | 13         | 15         | 4.277                     |         | 19        | 20        | 16         |
| 2004 | 117.335     | 1.740.000   | 6,7         | 32         | 16         | 16         | 3.666                     |         | 20        | 26        | 17         |
| 2006 | 117.260     | 1.780.000   | 6,6         | 37         | 19         | 18         | 3.169                     |         | 22        | 25        | 17         |
| 2013 | 180.965     | 2.047.000   | 8,8         | 35         | 24         | 11         | 5.170                     | 3       | 13        | 27        | 18         |
| 2016 | 189.600     | 2.136.000   | 8,9         | 35         | 32         | 3          | 5.417                     | 3       | 3         | 11        | 23         |
| 2019 | 198.700     | 2.241.500   | 8,9         | 28         | 25         | 3          | 7.096                     | 3       | 9         | 13        | 23         |
| 2021 | 204.390     | 2.305.900   | 8,9         | 35         | 30         | 5          | 5.839                     | 3       | 5         | 20        | 23         |